# Solomys salebrosus
Solomys salebrosus és una espècie de mamífer rosegador de la família dels múrids. Són rosegadors de grans dimensions, amb una llargada del cap i del cos de 225 a 328 mm, i amb una cua de 238 a 250 mm. Poden arribar a pesar 460 grams.
Es troba a Papua Nova Guinea i a les Illes Salomó. Viu en boscs tropicals humits de fins a 200 msnm. Aquesta espècie es troba en perill a causa de la desforestació.